# Habla
El habla es el uso de la voz humana como medio para el lenguaje.El lenguaje hablado combina sonidos vocálicos y consonánticos para formar unidades de significado como las palabras, que pertenecen al léxico de una lengua. Hay muchos actos de habla intencionales diferentes, como informar, declarar, preguntar, persuadir o dirigir; los actos pueden variar en varios aspectos como la enunciación, la entonación, el volumen y el ritmo para transmitir el significado. Las personas también pueden comunicar involuntariamente aspectos de su posición social a través del habla, como el sexo, la edad, el lugar de origen, la condición fisiológica y mental, la educación y las experiencias.
Aunque normalmente se utiliza para facilitar la comunicación con los demás, las personas también pueden usar el habla sin la intención de comunicarse. No obstante, el habla puede expresar emociones o deseos; las personas hablan consigo mismas a veces en actos que son un desarrollo de lo que algunos psicólogos (por ejemplo, Lev Vygotsky) han mantenido que es el uso del habla silenciosa en un monólogo interior para vivificar y organizar la cognición, a veces en la adopción momentánea de una personalidad dual como yo dirigiéndose a sí mismo como si se dirigiera a otra persona. El habla en solitario se puede utilizar para memorizar o para comprobar la memorización de cosas, y en la oración o la meditación.
Los investigadores estudian muchos aspectos diferentes del habla: la producción del habla y la percepción del habla de los sonidos utilizados en un idioma, la repetición del habla, los errores del habla, la capacidad de mapear las palabras habladas escuchadas en las vocalizaciones necesarias para recrearlas, que desempeña un papel clave en la ampliación del vocabulario de los niños, y qué áreas diferentes del cerebro humano, como el área de Broca y el área de Wernicke, subyacen al habla. El habla es objeto de estudio en lingüística, ciencia cognitiva, ciencias de la comunicación, psicología, informática, patología del habla, otorrinolaringología y acústica. El habla se compara con el lenguaje escrito, que puede diferir en su vocabulario, sintaxis y fonética del lenguaje hablado, una situación llamada diglosia.
El origen del habla está sujeto a debate y especulación. Si bien los animales también se comunican mediante vocalizaciones, y simios entrenados como Washoe y Kanzi pueden usar un lenguaje de señas simple, ninguna vocalización animal se articula fonémica y sintácticamente, y no constituye habla.

## Problemas del habla y de la comunicación
Muchos problemas pueden afectar a la capacidad humana para hablar y comunicarse adecuadamente. Estos problemas varían desde usar palabras de manera incorrecta, hasta la incapacidad total para hablar o entender el habla (afasias). Entre las causas se incluyen: 
- Problemas auditivos y sordera
- Problemas con la voz, como la disfonía o los problemas causados por el labio leporino o el paladar hendido
- Problemas del habla, como el tartamudeo
- Discapacidades del desarrollo
- Problemas de aprendizaje

Algunos problemas del habla y la comunicación pueden ser genéticos. Frecuentemente, se desconocen las causas. En el primer grado de enseñanza, aproximadamente 5% de los niños tienen problemas del habla notorios. La terapia del habla y del lenguaje puede serles útil.
El habla posee diversas áreas en las que se puede ver diversos problemas, la psicología ha detectado a lo largo de los años diversos trastornos asociados al habla, cada uno de estos trastornos actualmente posee su tratamiento correspondiente. Entre los trastornos relacionados al habla encontramos:
- Trastorno del lenguaje o disfasia

- Trastorno fonológico o dislalia
- Disfemia, tartamudez o trastorno de la fluidez de inicio en la infancia
- Disartria
- Trastorno de la comunicación social (pragmático)...
- Disglosia
- Taquifemia o farfulleo
- Afasias

## Semiología:langage,langueyparole
En el Curso de lingüística general de Saussure se distingue entre los términos «lengua» (langue) y «habla» (langage). En esa obra, la lengua se define como un objeto común a un conjunto de actos de habla particulares y heterogéneos. La «lengua» sería un sistema subyacente a todos esos actos. Así, alguien que habla español puede usar giros, registros, y formas peculiares en cada acto de habla, pero se supone que, común a todas esas peculiaridades de cada acto de habla, existe un objeto homogéneo y bien definido que es la «lengua» (el español).
Por otra parte, el «habla» es polifacética y heterogénea, comprende un conjunto de hechos idiosincráticos tanto individuales como sociales. La «lengua» (langue) es un todo autocontenido y un principio de clasificación. Tiene una base social, en el sentido de que la lengua no es un objeto propio de ningún hablante concreto, sino el producto de la interacción social, y algo asimilado por todos los hablantes en su conjunto. La «lengua» solo existe dentro de la colectividad, ya que es un «sistema de signos que permite expresar ideas».
Para explicar como se da la cristalización social de una lengua, Saussure propone la noción de «habla individual» (parole en francés). Esta habla individual es intencional y sujeta a la voluntad. Mientras que esta «habla individual» (parole) es heterogénea y está formada por elementos no relacionados y sujeta a caprichos y circunstancias, la «lengua» (langue) es un sistema homogéneo, formado por significados, reglas e imágenes sonoras compartidas por una comunidad lingüística.
Empezando por el término griego semîon 'signo', Saussure propone una nueva ciencia denominada semiología: «una ciencia que estudia la vida de los signos dentro de una comunidad».

## El acto de hablar
Si consideramos que el lenguaje es un sistema de comunicación, podemos afirmar que muchos animales hablan. Pero ningún animal es, ni podrá ser jamás, capaz de conversar con nosotros, ni siquiera el chimpancé, que logra usar símbolos abstractos para comunicarse con los científicos que lo estudian.
Todo se debe a la anatomía. De hecho, la laringe cumple funciones fundamentales de producción de sonidos y modulación de la caja de resonancia que los modifica (faringe).
La cavidad interna de la laringe, delimitada por cartílagos, ligamentos y músculos, tiene dimensiones muy reducidas respecto a la circunferencia externa. Dos relieves horizontales antero-posteriores, llamados pliegues (ventricular o superior, y vocal inferior) o cuerdas vocales, la dividen en tres segmentos:
- El segmento superior o vestíbulo, que limita con la cara posterior de la epiglotis y comunica con la faringe.
- El segmento medio (la parte más estrecha), que comprende los pliegues: en el interior del pliegue ventricular se encuentra la hendidura del vestíbulo, y dentro de los pliegues vocales está la hendidura de la glotis. La amplitud y la forma de la hendidura de la glotis varían según el sexo del individuo y las fases de respiración y fonación.
- El segmento inferior, que se prolonga hacia abajo adoptando una forma cilíndrica.

De la longitud, el grosor la tensión de las cuerdas vocales (y, por tanto, de la hendidura de la glotis) dependen la calidad y la altura de la voz; la intensidad está determinada por la presión de la corriente de aire, y el timbre es debido casi exclusivamente a las vías aéreas supralaríngeas: la lengua, el paladar blando y los labios son esenciales para articular el lenguaje, mientras que la faringe constituye una auténtica caja de resonancia. Al cambiar la posición del cuello (alzándolo o bajándolo), la laringe varía la amplitud de dicha caja, modificando la emisión sonora de forma radical.
La posición de la laringe en el cuello influye también en la manera de respirar y de deglutir: en un animal como el mono, o en un lactante humano, está muy alta en el cuello y bloquea la rinofaringe, permitiendo beber y respirar al mismo tiempo. Pero una laringe tan alta reduce la caja de resonancia faríngea hasta el punto de hacer imposible hablar: para articular sonidos diversos, el mono usa principalmente los labios y la boca.
En el lactante, la situación es igual, pero con el crecimiento la laringe se desplaza progresivamente hacia abajo: en un plazo de dos años, la manera de deglutir y de respirar cambian radicalmente, y se adquiere la capacidad de vocalizar. Es un proceso todavía misterioso en el que participan, además de las estructuras laríngeas y faríngeas, otras estructuras vitales: el lenguaje hablado es tan esencial para el hombre que, para hablar, se altera incluso la frecuencia respiratoria; el anhídrido carbónico se expulsa a un ritmo tan distinto del normal que si respirásemos de este modo cuando estamos callados, nos encontraríamos rápidamente en situación de hiperventilación. Además, cuando variamos el ritmo del discurso, no nos percatamos siquiera: nadie se cansa de hablar.